# Свята земля

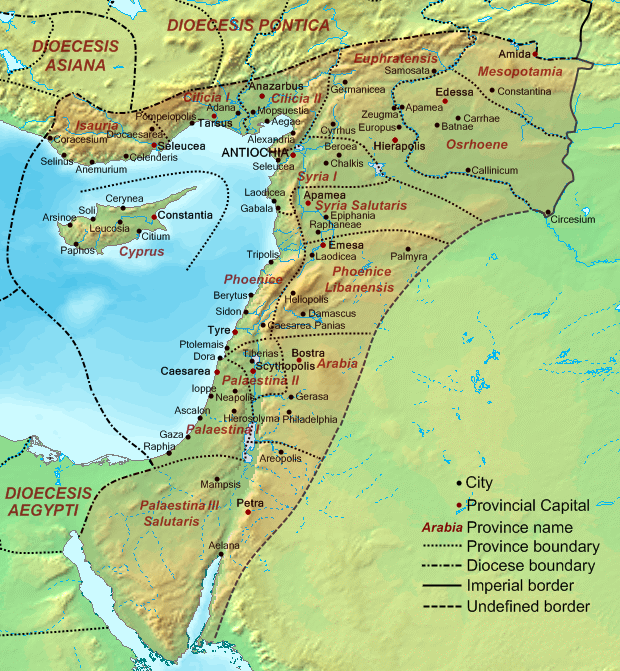
Свята Земля. Церковні діоцезії бл. 400 року.

Свята́ земля́ (лат. Terra Sancta) — територія у Західній Азії, розташована між річкою Йордан та Середземним морем. Традиційно позначає Палестину, особливо землю Ізраїльську. Займає терени сучасного Ізраїля, Палестини, західної Йорданії, південного Лівану та південно-західної Сирії. Вважається священною у трьох авраамічних релігіях: юдаїзмі, християнстві й ісламі. Центральне місто — Єрусалим, місце розташування колишнього Єрусалимського храму; місце страждань і воскресіння Господа Ісуса Христа; місце молитви Магомета з пророками у храмі. Впродовж історії входила до складу різних держав — Юдеї (до 586 до н. е.), Селевкідів (до 63), Риму і Візантії (63—638), Арабського халіфату (638—1099), держав хрестоносців (1099—1291), Єгипту (1291—1516), Османської імперії (1516—1917), Великої Британії (1917—1948), Ізраїля (з 1948). За володіння Святою землею ведуться постійні війни: візантійсько-арабські (VII—XI ст.); християно-мусульманські (XI—XV ст.), арабо-ізраїльські (з XX ст.).

## Назва
- В юдаїзмі: івр. ‏ארץ הקודש, Éreẓ haQodeš;
- У християнстві: лат. Terra Sancta; грец. Άγιοι Τόποι, Agioi Topoi;
- В ісламі: араб. ‏الأرض المقدسة, al-Arḍu l-Muqaddasa.
- У міжнародном праві: англ. Holy Land,

## Історія

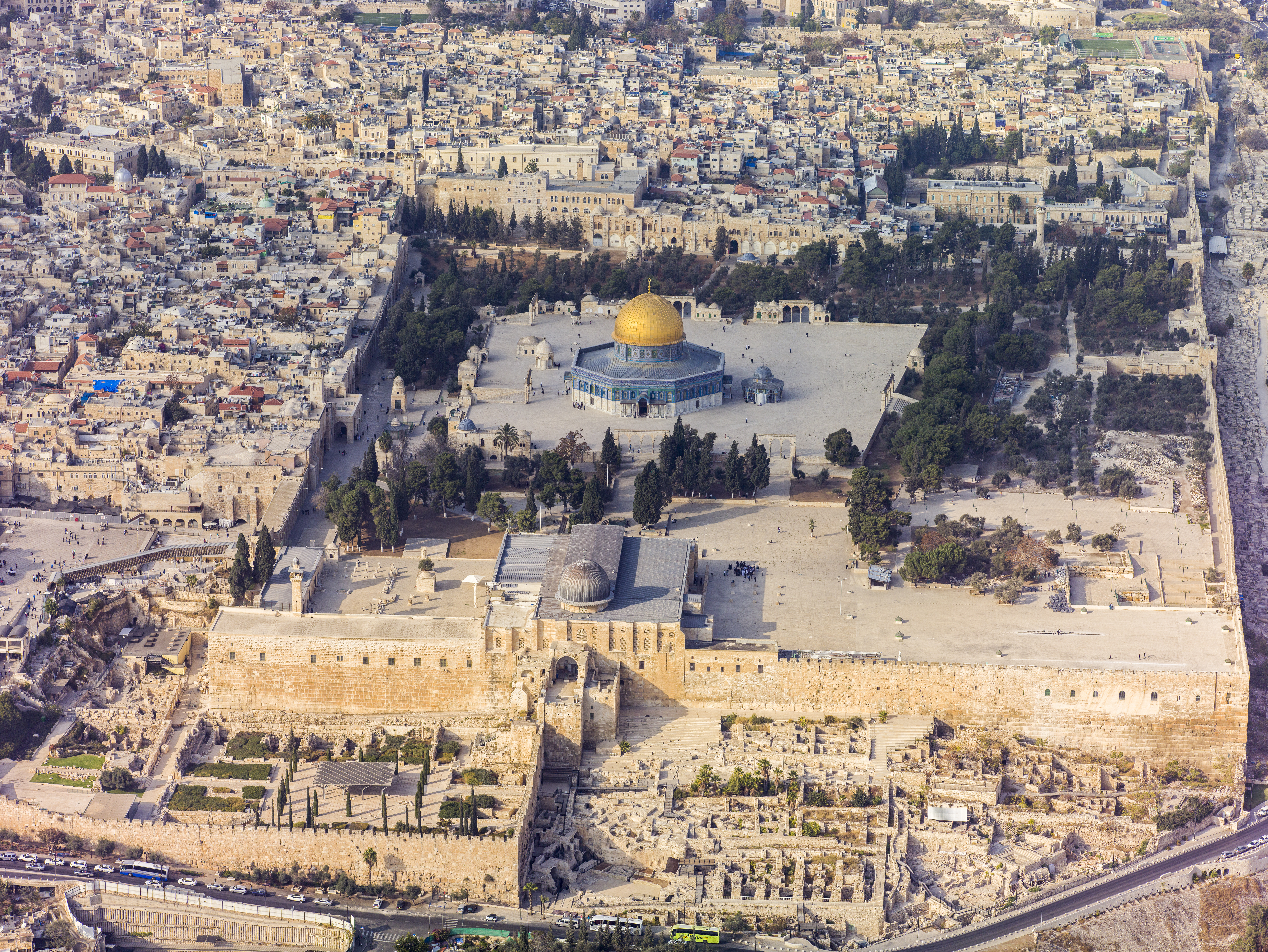
Єрусалим — центр Святої Землі.

Історія Святої Землі, Землі Христа і Троїці тісно пов'язана як з історією народу Божого, народу праотців Авраама, Ісаака і Якова так і з історією Церкви Христової, Кафоличної тобто Вселенської і Східної тобто Православної, Грецької і Української(Руської).
Інтерес до Святої Землі на латинському Заході, у Першому Королівстві і Святому Римському цісарстві посилився у зв’язку з хрестовими походами, які здійснювались від імені Отців Риму з метою утвердження військової і господарської опіки латинян сиріч представників країн Заходу над загальнохристиянськими святинями.
До початку хрестових походів Святі Місця століттями перебували під опікою громад Східної Церкви - греко-православної, вірменської, сирійсько-якобітської, коптської й абіссинської. Після завершення хрестових походів Святі Місця перейшли під формальний, військовий і господарський контроль прихильників Отців Риму, латинян.
Коли у 1187 році Єрусалим знову був зайнятий магометанами, султан Саладдін заволодів як ключами Гробу Господнього, так і іншими Святими Місцями, і тільки пізніше, поступово, користуючись сприятливими обставинами, латинянам і православним, зокрема грекам і русинам, вдалося повернути собі право користування Святими Місцями, але уже у межах правового поля Магометанського, Арабського і Отаманського, Турецького господарства.
У 1230 році папа Григорій IX призначив францисканців вартовими Святих місць. З XVI століття захисницею римо-католицької церкви на Сході стала Франція й домоглась від Порти підтвердження прав францисканців на володіння Святими Місцями. Між латинянами і православними здавна відбувалось суперництво з приводу різних пільг і переваг, якими користувались послідовники обох віросповідань під час відвідання Святих Місць. Їхні суперечки спричиняли незручності для Порти, яка вирішувала справи то на користь однієї, то на користь іншої сторони й часто викликала невдоволення обох.
У 1740 році Франція домоглась від султана для Римо-Католицької Церкви нових привілеїв на збиток православ'ю; але потім, за байдужості французів до релігійних справ, східним християнам вдалось отримати від візирів більшу частину церкви Св. Гробу, церкву у Вифлеємі й один з трьох ключів від печери, де народився Ісус.
Коли у 1808 році церква над Гробом Господнім згоріла, греки взяли на себе спорудження нового храму та стали одноосібними володарями більшої його частини.
До початку XX століття права на храм Гробу Господнього виглядали таким чином: Отаманське господарство в особі свого керівника, султана з роду Отаманів вважалося власником землі під храмом та повітря над нею; ключі від церкви знаходились в руках мусульман; вони ж охороняли будівлю церкви та спостерігали за порядком всередині. Церква утворювала спільну власність (condomimum) шести віросповідань; головними власниками були три привілейованих віросповідання в Єрусалимі — православні, латиняни і вірмени; менше прав мали копти, якобіти та ефіопи. Церква у Вифлеємі належала православним; стосовно ж печери, то на неї висували претензії як Східна Церква, так і латиняни.
Починаючи з 1960-х років XX століття територія Святої землі є предметом арабо-ізраїльського конфлікту.